# Sportfreunde Hamborn 07
Maillots
Le Sportfreunde Hamborn 07 est un club allemand de football basé à Duisbourg. Le club évolue en Landesliga Niederrhein 1 (6e échelon national).

## Entraîneurs
- ? :  Ludwig Bartholot
- 1931-1938 :  Theodor Lohrmann
- 1938-1940 :  Vinzenz Dittrich
- 1946-1948 :  Paul Zielinski
- 1948-1949 :  Anton Kugler
- 1951-1952 :  Josef Uridil
- 1953-1955 : / Alexander Schwartz
- 1956-1958 :  Günter Grothkopp
- 1958-1963 :  Fred Harthaus
- 1963-1964 :  Karl-Heinz Marotzke
- 1964-mars 1965 :  Erich Garske
- Mars-juin 1965 :  Rudolf Lichtenberger
- 1965-1966 :  Franz Fuchs
- 1966-1967 :  Hermann Lindemann
- 1979-déc. 1980 :  Günter Preuß
- 1988-1989 :  Karl-Heinz Höfer
- 1991-déc. 1992 :  Hartmut Scholz
- 1994-1995 :  Michael Dämgen
- 1995-1999 :  Toni Puszamszies
- 2000-2002 :  Günter Tinnefeld
- 2009-2010 :  Siegfried Sonntag
- 2010-mars 2012 :  Heiko Heinlein
- 2012-oct. 2013 :  Thomas Geist
- Nov. 2013-avr. 2014 :  Joachim Hopp
- 2015-sept.2017 :  Dietmar Schacht
- Sept.-déc. 2017 : Armin Dimmel
- Janv. 2018- :  Michael Pomp

## Anciens joueurs
- Christoph Daum
- Dieter Herzog